# 滲滲泉

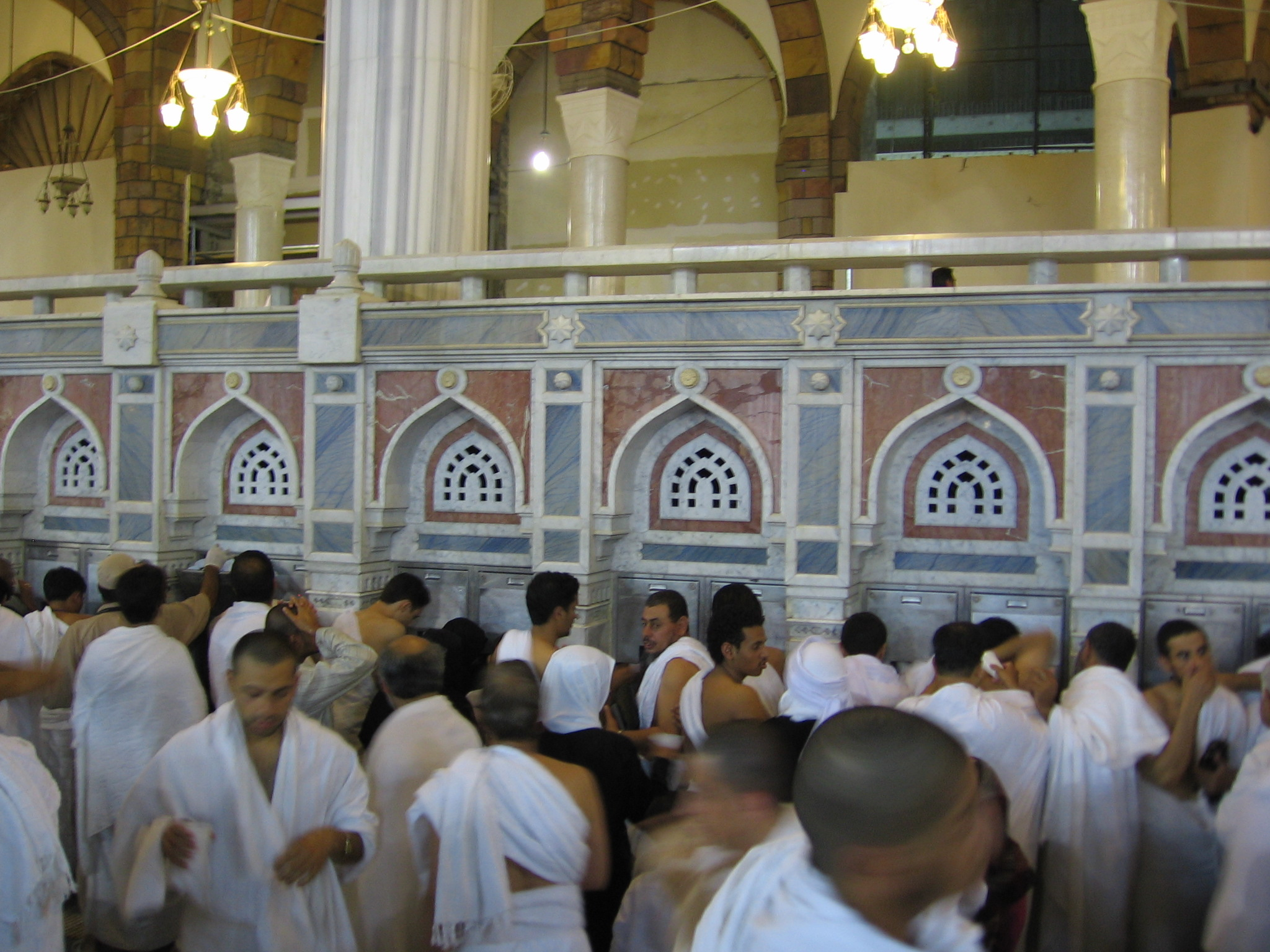
造訪滲滲泉的朝覲者

滲滲井是位於麥加禁寺裡的井水，在克爾白東方二十公尺處。克爾白是伊斯蘭教最神聖的地方。在伊斯蘭傳統上，滲滲泉是幾千年前吉卜利里（加百列）天使所引出來的神奇泉水，當時易卜拉欣（亞伯拉罕）的兒子易斯馬儀（以實瑪利）非常口渴。每年幾百萬的朝覲者前來朝覲時都會順道造訪滲滲泉，並飲用其泉水。沙特法律禁止在國外販售滲滲泉泉水，但由於需求量很大，其他國家的市面上出現了很多偽造的泉水。

## 滲滲泉的發現：穆斯林觀點
根據伊斯蘭歷史，滲滲泉是在約2000年前顯現給易卜拉欣之妻夏甲的，她是易斯馬儀的母親。根據伊斯蘭傳統，她堅信 真主安拉滿懷希望地為襁褓中的兒子尋找水源，但在奔跑兩山第七趟之前始終沒有著落。因為麥加地處又熱又乾的山谷，水資源匱乏。穆斯林信仰表示，夏甲在烈日當頭下在薩法和瑪爾瓦兩山之間來回以尋找水源。在堅忍堅信下的第七趟時，真主派遣了吉卜利里天使，他在地上挖一個洞，泉水於是汩汩而出。夏甲一發現泉水之後，立即以沙子和石頭把泉水圍起來。其他版本的故事則說泉水乃突然出現在易斯馬儀的腳邊的，或者說是吉卜利里以其腳跟或翅膀尖端碰擊地面，然後湧現了泉水。
滲滲泉的名稱來自片語“Zomë Zomë”，亦即「停止流水」。當時夏甲重複這句話，希望能留住泉水。同時也是無限感贊真主這泊泊泉水，及時為她母子注入了生命，感贊泉水讓她足夠了滿足了的意思。
根據伊斯蘭信仰，易卜拉欣在滲滲泉的位址重建了「真主之屋」（Bait-ul-Allah）。那座建築最早由阿丹（亞當）所建，即今日的克爾白。全世界的穆斯林在每日五次的禮拜時都要面對克爾白。滲滲泉大約在克爾白東方二十公尺處。穆斯林傳統表示，由於朱爾胡姆部落所犯的罪惡，滲滲泉最後曾經消失；此部落是麥加的統治階層，在被逐出麥加之前一直都掌控者滲滲泉。滲滲泉最後又被穆罕默德的祖父阿布德·穆塔利卜所發現。他做了一個夢，夢見滲滲泉的位置。

## 歷史
根據「伊斯蘭在線」網站，滲滲泉本來有兩座貯水池，一座供飲用，一座供大小淨用。當時滲滲泉的附屬建築很簡單，只用石頭圍繞著。到了阿拔斯時代，哈里發曼蘇爾（771年）在滲滲泉上建造圓頂，外部覆以大理石。775年，馬赫迪重建滲滲泉，並建造柚木的圓頂，外部覆以馬賽克裝飾。一個小圓頂覆蓋滲滲泉，另一個大的圓頂則覆蓋朝覲者的專用房間。835年滲滲泉建物再次獲得修繕，穆阿台绥姆即位後則在圓頂上覆蓋大理石石材。
1417年，也就是馬木留克統治期間，禁寺遭到大火而進行修繕。1430年又再次進行修繕。1499年奎特拜蘇丹拆除了滲滲泉圓頂的大理石。
1915年，鄂圖曼蘇丹阿卜杜勒·哈米德二世進行了現代最昂貴的修繕工作。為了能夠有效疏導朝覲人流，覆蓋滲滲泉的建物被拆除。此建築物佔用到上百萬朝覲者巡遊克爾白的道路。今日，滲滲泉的水透過幫浦抽送至禁寺東側，男女在此分開使用泉水。

## 相關技術
滲滲泉最初是以手開挖的，大約30公尺深，直徑1.08至2.66公尺。地下泉水從乾燥山谷的沖積層汩汩而出，有些水則從岩床湧出來。泉水本來經由繩索與水桶提取而出，但今日整個滲滲泉位於地下室內，可透過玻璃面板觀察到（非工作人員不得入內）。電動幫浦抽取泉水，朝覲者透過克爾白巡遊區域的噴泉和發給的容器獲得用水。
就水文地質學來說，滲滲泉位於「易卜拉欣乾谷」。水源區的上半部在乾谷的沙質沖積層上。除了最上頭的水泥「衣領」之外，沿路上可見到一系列石造建築。水源區的下半部則位在岩床。沖積層與岩床之間是半公尺的區域，是可滲透的風化岩石。 這個部份是滲滲泉泉水的主要來源。滲滲泉的水源來自易卜拉欣乾谷和當地丘陵的降雨；因為這個地區的人口越來越多，來自乾谷雨水的水源已經減少。
為了確保聖地泉水的穩定與純淨，沙特當局的「沙特地質調查」設有「滲滲泉研究中心」，負責深入分析滲滲泉與其周邊集水區的地質狀態。水位的高低由水位歷程圖測量，最近則改以數位監視系統跟蹤水位變化、導電性、pH值、还原电位以及溫度。這些資料在網路上都可持續查尋得到。乾谷的其他水源也已開採，有些則配有數位紀錄器，以監視含水层的變化。
滲滲泉的水位在地表3.23公尺以下。研究人員以幫浦每秒抽取8000公升的水，時間超過24小時；水位於是從原本的地下3.23公尺處降至13.72公尺，然後又降至13.39公尺，最後水位停止下降。幫浦停止運轉後，水位在短短11分鐘內恢復至地表下3.9公尺處。這些資料顯示，補充滲滲泉的含水層的水似乎是從麥加周圍山脈的岩石裂縫流出來的。

## 現況
夏甲和神奇滲滲泉的故事在朝覲儀式中的地位特殊。即使是男性穆斯林也要像夏甲一樣來回奔跑（女性不跑）於薩法和瑪爾瓦兩山之間七趟，然後飲用滲滲泉的水。
有些穆斯林相信滲滲泉承蒙真主的祝福。人們相信它能滿足飢渴，還能治病。朝覲者在朝覲時總是盡力爭取飲用滲滲泉的機會。政府將滲滲泉的水輸送到禁寺和麥地那先知清真寺的降溫設備，供給大眾飲用。朝覲者也在特殊的出水口以滲滲泉的水裝滿自己的容器，帶回家當作親朋好友的禮物。有些人也將自己的朝覲服裝（戒衣）以滲滲泉的水浸濕。穿過的戒衣會保留下來，可當朝覲者死亡之後的壽衣（自由選項，非教法）；為此，他們的墳墓也相當於接觸過滲滲泉的水。
世界穆斯林的人口持續增長，加上航空運輸便捷了朝覲者，朝覲活動顯得更加擁擠。因此朝覲期間可能會有多達兩百萬名朝覲者。即使人們相信滲滲泉的水永不止息，沙特地質調查還是成立了滲滲泉研究中心，負責維持泉水的潔淨和豐沛。
有些人嘗試以科學解釋穆斯林對滲滲泉的特殊信仰。滲滲泉含有某些高濃度的礦物質：鈣、鎂、氯化物、硫酸鹽、硝酸鹽、鈉、鉀以及低含量的氟化物。
補充滲滲泉的地底含水層只有60平方公里大，因此在較長的乾季中水位便會下降。為了保證在朝覲季節能提供兩百萬人足夠的泉水，朝覲尖峰期結束後當局便以幫浦抽取泉水至地下室的水槽貯存。朝覲季節到來時，貯存的水和另行抽取的水便會以幫浦送至出水口，以便朝覲者使用。

## 泉水販賣

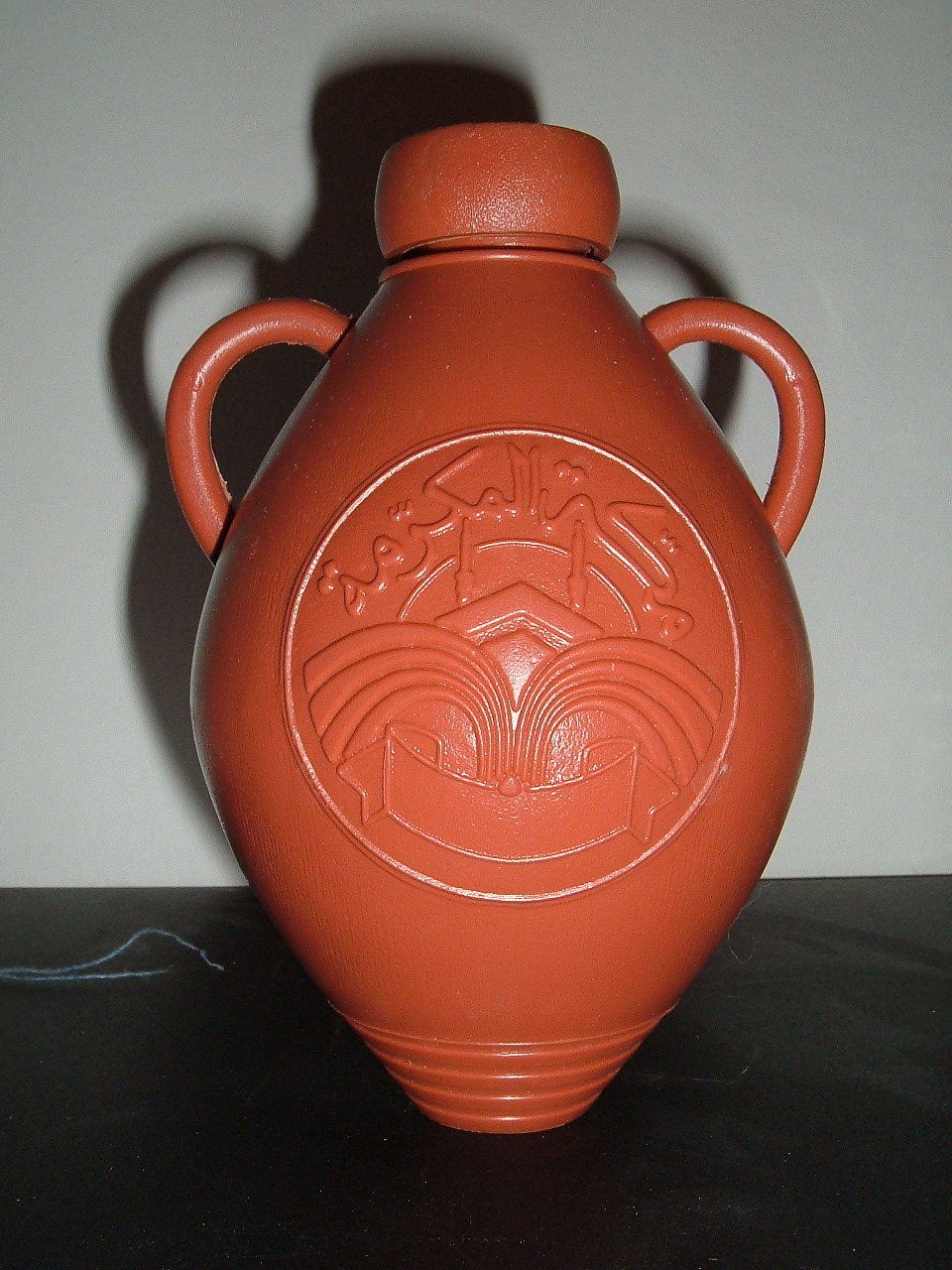
在歐洲，滲滲泉的圖案常出現在水瓶上

沙特政府統治着希賈茲和麥加，禁止滲滲泉的商業出口。不過，由於需求量龐大，許多國家的市場上出現偽造的滲滲泉泉水（出售泉水也是麥加居民生計之一）。

## 延伸阅读
- Hawting, G. R. . Bulletin of the School of Oriental and African Studies, University of London. 1980, 43 (1): 44–54. JSTOR 616125. doi:10.1017/s0041977x00110523.

## 外部連結
- Careem, S. H. A. . Sunday Observer.   [2005-06-05]. （原始内容存档于2005-02-15）. Provides a brief history of the well and some information on the health benefits of Zamzam water.

21°25′19″N 39°49′34″E / 21.422°N 39.826°E